# 何煥章
何煥章（?—?），湖北省德安府應山縣人，清朝政治人物、同進士出身。
光緒三年（1877年），参加丁丑科殿試，登進士三甲第74名。同年五月，分部學習。